# Innkreis Autobahn
Autostrada A8 (niem. Autobahn A8 lub Innkreis Autobahn) – autostrada w Austrii w ciągu trasy europejskiej E56 oraz na długości kilkunastu kilometrów także trasy E552.
Autostrada jest kontynuacją biegnącej z południa Austrii od Grazu autostrady A9. Dodatkowo dzięki  Autostradzie A25 stanowi dogodną drogę dojazdu z Linzu oraz wschodniej i południowej Austrii do północnych Niemiec.